# The Masks
The Masks este episodul 145 al serialului american Zona crepusculară. A fost difuzat pe 20 martie 1964 pe CBS. În acest episod, desfășurat în timpul sărbătorii Mardi Gras, un muribund își constrânge rudele să poarte măști grotești care le reflectă adevărata personalitate.

## Prezentare

### Introducere
| “ | Domnul Jason Foster, un veteran istovit, care în această seară de Mardi Gras va părăsi Pământul. Dar, înainte de a pleca, are unele lucruri de făcut, niște responsabilități de îndeplinit, niște datorii de plătit și ceva dreptate de făcut. Acesta este New Orleans în timpul sărbătorii Mardi Gras. Este, de asemenea, și Zona Crepusculară. | ” |

### Intriga
În noaptea de Mardi Gras, un vârstnic bogat pe nume Jason Foster este îngrijit de medicul său, Sam Thorne, care îi aduce la cunoștință că este muribund. Irascibil și onest, Jason nu privește cu ochi buni sosirea fiicei sale ipohondre, Emily Harper, și a familiei ei: Wilfred, soțul său lacom; Wilfred Jr., fiul lor sadic și Paula, fiica lor narcisistă.
După ce îi insultă pe aceștia, Foster spune că organizează o petrecere specială de Mardi Gras pentru ei. După cină, întreaga familie se adună în biroul lui Foster, unde acesta le cere să poarte niște măști speciale „create de un bătrân cajun”, un obicei local ce implică purtarea unei măști care să reprezinte o personalitatea diferită de cea a purtătorului. Foster îi oferă o mască plângăcioasă și lașă fiicei sale, o masca avară și ticăloasă lui Wilfred, o masca sucită lui Wilfred Jr. și o mască narcisistă Paulei, iar el poartă o masca în forma unui craniu și menționează că reprezintă moartea. Familia refuză inițial să participe, dar acceptă în cele din urmă, după ce Foster îi acuză că sunt prezenți doar pentru a revendica averea după moartea sa. Îi informează că testamentul său este astfel redactat încât ei să fie unicii moștenitori dacă acceptă să poarte măștile până la miezul nopții.
Familia Harper acceptă condiția, dar odată cu trecerea orelor, aceștia îl imploră să le permită să-și scoată insuportabilele măști. În ciuda rugăminților lor, Foster susține un ultim discurs până la miezul nopții, caracterizându-i drept  caricaturi înainte să moară. Aceștia se bucură de averea tocmai moștenită și se demască, dar descoperă cu groază că fețele lor sunt identicele cu măștile pe care le-au purtat. Fața lui Foster, pe de altă parte, se dovedește a fi neschimbată. Dr. Thorne observă că „aceasta trebuie să fie moartea. Fără groază, fără frică, nimic altceva decât pace”.

### Concluzie
| “ | Întâmplarea din timpul Mardi Gras, dramatis personae fiind patru persoane care au sosit să sărbătorească și într-un fel au depășit orice limită. Au făcut asta din dorința de răzbunare. Ei poartă acum adevăratele lor chipuri - și le vor purta pentru tot restul vieții, viață trăită din umbră de acum încolo. Povestea acestei seri despre oameni, macabru și măști în Zona crepusculară. | ” |

## Distribuție
- Robert Keith - Jason Foster
- Milton Selzer - Wilfred Harper
- Virginia Gregg - Emily Harper
- Brooke Hayward - Paula Harper
- Alan Sues - Wilfred Harper Jr.
- Willis Bouchey - Dr. Samuel Thorne
- Bill Walker - Jeffrey The Butler
- Maidie Norman - Maid
- Rod Serling - gazdă/narator

## Detalii
The Masks a fost regizat de Ida Lupino, care a jucat în episodul din primul sezon „The Sixteen-Millimeter Shrine”; a fost singura femeie care a regizat un episod din seria originală.